# Ostrava Open Challenger 2025 - Doppio
Il doppio del torneo di tennis professionistico Ostrava Open Challenger 2025, facente parte della categoria Challenger 75 nell'ambito dell'ATP Challenger Tour 2025, si è giocato dal 28 aprile al 4 maggio a Ostrava, in Repubblica Ceca. Tra le coppie partecipanti erano assenti Jaime Faria e Henrique Rocha, i detentori del titolo.
In finale Jan Jermář e Stefan Latinović hanno sconfitto Finn Reynolds e James Watt con il punteggio di 7–5, 6–3.

## Teste di serie
1. Patrik Niklas-Salminen /  Szymon Walków (semifinale)
2. Matěj Vocel /  Michael Vrbenský (semifinale)

1. Siddhant Banthia /  Alexander Donski (primo turno)
2. Jiří Barnat /  Filip Duda (primo turno)

## Wildcard
1. Maxim Mrva /  Dalibor Svrčina (primo turno)

1. Jan Jermář /  Stefan Latinović (campioni)

## Ranking protetto
1. Andrew Paulson /  Vitaliy Sachko (primo turno)

## Tabellone

### Legenda
| - Q = Qualificato - WC = Wild card - LL = Lucky loser | - ALT = Alternate - SE = Special Exempt - PR = Protected Ranking | - w/o = Walkover - r = Ritirato - d = Squalificato |